# Vielmur-sur-Agout

Vielmur-sur-Agout este o comună în departamentul Tarn din sudul Franței. În 2009 avea o populație de 1.425 de locuitori.

## Evoluția populației
| An        | 1975 | 1982 | 1990 | 1999  | 2006  | 2009  |
| --------- | ---- | ---- | ---- | ----- | ----- | ----- |
| Populație | 835  | 849  | 996  | 1.062 | 1.305 | 1.425 |